# Содовик (стадион)
«Содовик» — многофункциональный стадион в Стерлитамаке, республика Башкортостан, Россия. Расположен в восточной части города, над поймой реки Белой. С трибуны стадиона открывается живописный вид на долину реки и стерлитамакские шиханы.
Футбольное поле с естественным покрытием. Вокруг поля расположены беговые дорожки с легкоатлетическим ядром. Перед главным (западным) фасадом стадиона расположены автостоянка и тренировочное футбольное поле с искусственным покрытием. Стадион является частью спортивного комплекса «Содовик». Владелец — Стерлитамакский институт физической культуры (филиал УралГУФК).
Использовался как домашний стадион футбольного клуба «Содовик».
С 2014 года на стадионе и поле с искусственным покрытием стала играть городская футбольная команда «Стерлитамак» — участница Чемпионата Республики Башкортостан (IV дивизион России).

## Основные характеристики
- Имеет одну западную трибуну (двухъярусная).
- Сиденья — индивидуальные пластиковые.
- Ложа для прессы (над западной трибуной).
- Гостевая ложа (над западной трибуной).
- Предусмотрены подогрев и дренаж поля.
- Имеется электронное табло.
- Освещение — четыре осветительные мачты.

## Адрес
- Республика Башкортостан, Стерлитамак, улица Кочетова, 26-Б